# Colin McRae: Dirt
Pour les articles homonymes, voir Dirt.
Colin McRae: Dirt (ou simplement Dirt en Amérique du Nord) est un jeu vidéo de course développé et édité par Codemasters en 2007 sur PlayStation 3, Xbox 360 et PC.
Ce jeu de rallye reprend la licence du pilote de rallye Colin McRae, mort 1 jour après la sortie du jeu sur PS3.

## Système de jeu
Loin de ses prédécesseurs, Dirt change littéralement de gameplay en se rapprochant d'une conduite arcade, plus accessible mais qui décevra cependant les puristes ou les férus de la simulation automobile.